# 劉守愚
劉守愚（1484年—？），字克明，湖廣武昌府興國州人，馬船籍，明朝政治人物。

## 生平
湖廣鄉試第七十九名舉人。正德十二年（1517年）中式丁丑科會試第一百六十三名，登第三甲第七十六名進士。兵部观政，授江西浮梁县知县，升南昌府同知，入为南京刑部员外郎，致仕。

## 家族
曾祖劉宗哲；祖父劉錦，贈太僕寺寺丞；父劉珦，曾任訓導。前母黃氏；母吳氏。慈侍下。